# Kobaltglas

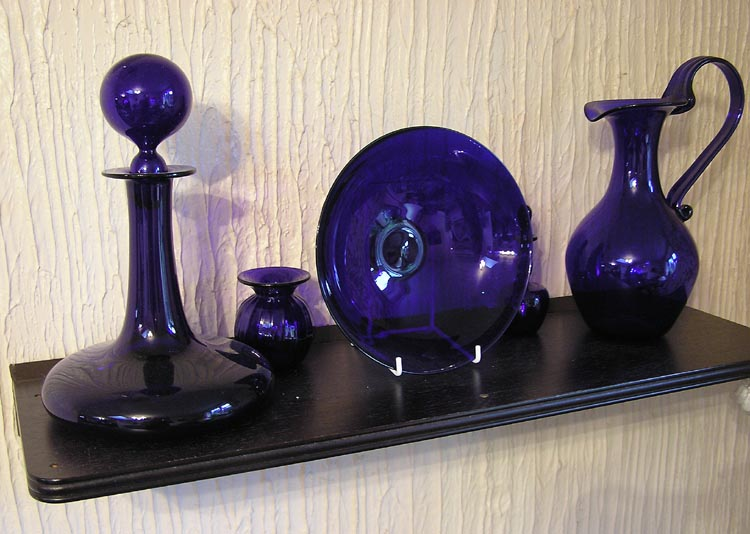
Kobaltglas

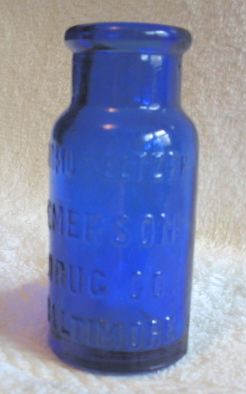
Kobaltglasfläschchen

Kobaltglas, auch Cobaltglas geschrieben,  ist ein Silicatglas, das durch Cobalt(II)-oxid blau gefärbt wurde. Oft wird eine intensiv dunkelblaue Färbung genutzt. Je nach Cobaltgehalt ist das Blau mehr oder weniger kräftig und das Glas ist mehr oder weniger transparent.
Gepulvertes Kobaltglas wird Smalte genannt, es diente vor allem vom 16. bis zum 18. Jahrhundert als Pigment in der Malerei. Für die Färbung sind Co2+-Ionen verantwortlich, die von vier tetraedrisch angeordneten Sauerstoffionen umgeben sind.

## Geschichte
Die ersten bekannten Kobaltgläser finden sich unter einigen Gläsern, die zu den ersten bekannten Glaswaren überhaupt zählen. Sie wurden während der Herrschaft des Pharao Thutmosis III. (um 1486 bis 1425 v. Chr.) hergestellt. Im frühen 14. Jahrhundert v. Chr. waren in Malquata (Malkata) hergestellte Kobaltgläser verbreitet. Später war unter den in Amarna hergestellten Gläsern Blau die gebräuchlichste Farbe, zumeist als Kobaltglas. Als Rohstoff für die Kobaltfärbung dienten kobalthaltige Alaune (in der Form von Magnesiumaluminiumsulfaten) aus den westägyptischen Oasen Dachla (ad-Dakhla) und al-Charga (El-Kharga). Im Gegensatz zu anderen Kobalterzen, z. B. aus Persien, enthalten diese Alaune kein Arsen. Aus arsen- oder schwefelhaltigen Cobalterzen lässt sich Kobaltglas erhalten, indem man die Erze zuerst röstet. Wenn das Röstprodukt, der Zaffer, mit Kaliumcarbonat (Pottasche) und Quarzsand in ein Glas geschmolzen wird, hat es die kobaltblaue Farbe. Auf Keramik wurden Färbungen mit Kobalt im 12. Jahrhundert in Syrien und im Iran aufgebracht, und mehr als einhundert Jahre später auf chinesischem Porzellan: in China wurde es in der Zeit der Tang-Dynastie (618–906 n. Chr.) in keramischen Glasuren verwendet. Im Mittelmeerraum wurde Zaffer zur Färbung von Glas verwendet. Im Mittelalter wurde es für Venezianisches Glas eingesetzt und im 16. bis 18. Jahrhundert waren Blaufarbenwerke im westlichen Erzgebirge europäisches Zentrum der Verhüttung von Kobalterzen und der Herstellung von Kobaltblau, gefolgt von Blaufarbenwerken im Westharz, in Thüringen und einigen anderen mitteleuropäischen Bergwerksrevieren. Ab 1722 erreichte das norwegische Blaufarbenwerk Modum die zweite Position der europäischen Produktion. Kobaltblau wurde zur Färbung von böhmischem Kristall, zur Bemalung von Meißner Porzellan und zunehmend zur Textilfärbung genutzt.
1775 oder 1795 wurde eine andere blaue Cobaltfarbe hergestellt, das undurchsichtige und kristalline Thénards Blau. Es wurde erstmals in der Wiener Porzellanmanufaktur von dem Chemiker und Porzellanmaler Josef Leithner durch Glühen von Aluminium- und Kobaltsalzen synthetisch erzeugt. Die industrielle Erzeugung des tiefblauen Pigments wurde vom Pariser Universitätsprofessor Louis Jacques Thénard veranlasst. Dadurch und durch die Verfügbarkeit von synthetischem Ultramarin wurde die Gewinnung von Smalte-Kobaltblau im 19. Jahrhundert mehr und mehr zurückgedrängt.
Bei der Herstellung von Kobaltglas verwendet man heute nicht mehr das arsenhaltige, sehr unreine Cobaltoxidgemisch Zaffer, dessen Cobaltgehalt schwanken kann. Stattdessen nutzt man gereinigtes Cobalt(II)-oxid. Dadurch wird eine gleichbleibende, arsenfreie Qualität sichergestellt.

## Verwendung von Kobaltglas
Manchmal dient die Färbung rein dekorativen Zwecken. Daneben wurde Kobaltglas – ähnlich wie Braunglas – auch verwendet, um lichtempfindliche Substanzen zu verpacken, wie z. B. Arzneimittel, etwa mit dem im Bild gezeigten Arzneimittelfläschchen.
Kobaltglas filtert in der Durchsicht gelbes Licht aus. Deshalb wird es in der chemischen Analytik verwendet, um bei der Flammenfärbung die blassviolette Flammenfarbe der Kaliumsalze optisch von der kräftig gelben Farbe der Natriumverbindungen abzutrennen.
Kobaltglas wird auch als Filter in der Photometrie verwendet.

## Giftigkeit
Cobaltoxide selbst werden als gesundheitsschädlich (H-Sätze H302 Gesundheitsschädlich bei Verschlucken und H410 Sehr giftig für Wasserorganismen mit langfristiger Wirkung) eingestuft. Im Glas jedoch ist das Cobalt fest eingebaut und kann aufgrund der stabilen Struktur nicht einfach herausgelöst werden. Das konnte auch in dänischen Untersuchungen an Porzellanmalerinnen bestätigt werden. Hier wurden jedoch toxikologisch relevante Expositionen beim Umgang mit geringfügig löslichen Cobalt-Zink-Silikat-Farben beobachtet.